# Samtgemeinde Brome
La Samtgemeinde Brome est une Samtgemeinde, c'est-à-dire une forme d'intercommunalité de Basse-Saxe, de l'arrondissement de Gifhorn, au nord de l'Allemagne. Elle regroupe 7 municipalités.

## Source, notes et références
- (de) Cet article est partiellement ou en totalité issu de l’article de Wikipédia en allemand intitulé « Samtgemeinde Brome » (voir la liste des auteurs).